# LYZL4
LYZL4 (англ. Lysozyme like 4) – білок, який кодується однойменним геном, розташованим у людей на 3-й хромосомі. Довжина поліпептидного ланцюга білка становить 146 амінокислот, а молекулярна маса — 16 433.
| 10         |  | 20         |  | 30         |  | 40         |  | 50         |
| ---------- |  | ---------- |  | ---------- |  | ---------- |  | ---------- |
| MKASVVLSLL |  | GYLVVPSGAY |  | ILGRCTVAKK |  | LHDGGLDYFE |  | GYSLENWVCL |
| AYFESKFNPM |  | AIYENTREGY |  | TGFGLFQMRG |  | SDWCGDHGRN |  | RCHMSCSALL |
| NPNLEKTIKC |  | AKTIVKGKEG |  | MGAWPTWSRY |  | CQYSDTLARW |  | LDGCKL     |

A: Аланін

C: Цистеїн

D: Аспарагінова кислота

E: Глутамінова кислота

F: Фенілаланін

G: Гліцин

H: Гістидин

I: Ізолейцин

K: Лізин

L: Лейцин

M: Метіонін

N: Аспарагін

P: Пролін

Q: Глутамін

R: Аргінін

S: Серин

T: Треонін

V: Валін

W: Триптофан

Задіяний у такому біологічному процесі, як запліднення. 
Локалізований у клітинних відростках, цитоплазматичних везикулах.
Також секретований назовні.